# PMN-Mine
Die PMN-1 und PMN-2 (russisch ПМН: противопехотная мина нажимная, Schützenabwehr-Druckmine) sind Antipersonen-Sprengminen russisch/sowjetischer Bauart. Sie zählen zu den am weitesten verbreiteten Landminen der Welt. Durch die vergleichsweise große Ladung von 240 Gramm TNT (Antipersonenminen enthalten normalerweise ~ 50 g TNT) wirkt die PMN-1 meistens tödlich. Die PMN-1 besteht aus einem braunen Bakelitgehäuse mit einer gummibeschichteten Druckplatte und ist ein 1950er Jahre-Design.
Bei dem Nachfolgemodell PMN-2 wurde die Ladung auf 100 g reduziert und eine RDX/TNT-Mischung (ähnlich Composition B) als Ladung verwendet. Das Gehäuse besteht hier aus grünem oder braunem Kunststoff. Die PMN-2 besitzt einen gedämpften Zünder, um das Räumen mittels pyrotechnischer Methoden zu erschweren. Die Mine wurde in den 1970er Jahren konzipiert.
Beide Minen werden scharfgemacht, indem die Schutzkappe entfernt wird und ein Abreißzünder ähnlich einer Handgranate abgezogen wird. Nach einer Verzögerung von ungefähr 60 Sekunden ist die Mine scharf.

## Versionen und Abarten
- PMN-1
  - Höhe: 56 mm
  - Durchmesser: 112 mm
  - Ladung: 240 g TNT
  - Gesamtgewicht: 600 g
- PMN-2
  - Höhe: 53 mm
  - Durchmesser: 120 mm
  - Ladung: 100 g TG-40 (RDX/TNT)
  - Gesamtgewicht: 420 g
- Type 58: Chinesische Kopie
- MM 2: Birmanische Kopie der PMN-1
- Gyata 64: Ungarische Kopie der PMN-1
  - Höhe: 61 mm
  - Durchmesser: 106 mm
  - Ladung: 300 g TNT
  - Gesamtgewicht: 520 g

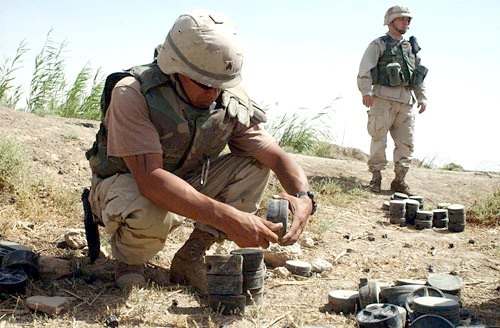
US-Soldaten mit PMN-1…

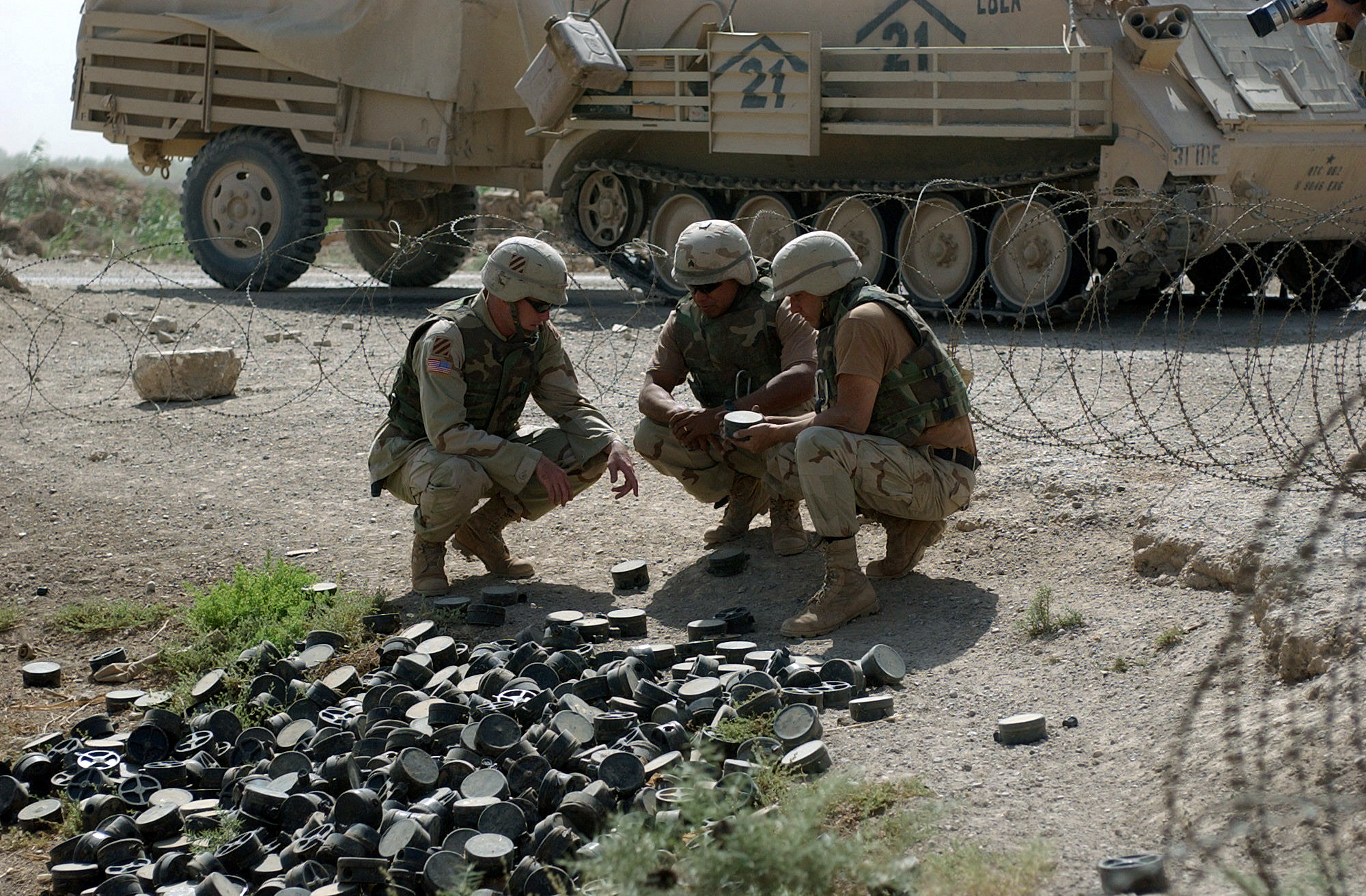
…nahe Falludscha im Irak

- PM-79: Bulgarische Variante mit anderem Zünder und 2 Min Verzögerung beim Schärfen
  - Höhe 55 mm
  - Durchmesser: 88–100 mm
  - Ladung: 78,3 g TNT
  - Gesamtgewicht: 255 g
- MS-3: Erscheinungsbild wie PMN-1, aber mit einer „Blase“ in der Mitte der Druckplatte, die als Aufhebeschutz fungiert. Ladung 310 g TNT, Gesamtgewicht 630 g. Die Mine muss mit mindestens 5–6 kg belastet werden, um eine Detonation zu verhindern. Wird gerne unter Panzerabwehrminen gelegt, um das Minenräumen zu erschweren, oder als Sprengfalle verwendet, zum Beispiel in Fahrzeugen oder Gebäuden.
- PMN-3: Erscheinungsbild wie PMN-2, aber mit einem batteriebetriebenen Kippzünder als Aufhebeschutz ausgestattet. Die Ladung besteht aus 80 g phlegmatisiertem RDX, Gesamtgewicht 600 g. Die Mine wurde in Tschetschenien eingesetzt.